# Institut de recherche en électronique et télécommunications
LInstitut de recherche en électronique et télécommunications (hangeul : 한국전자통신연구원, Electronics and Telecommunications Research Institute) ou ETRI est un centre de recherche de la Corée du Sud consacré aux télécommunications, à l'électronique et aux sciences de l'information. Le centre de recherche, qui est financé par des fonds publics, est implanté sur le site de Daedeok Innopolis implanté dans la ville de  Daejeon.